# Eudactylina insolens
Eudactylina insolens is een eenoogkreeftjessoort uit de familie van de Eudactylinidae. De wetenschappelijke naam van de soort is voor het eerst geldig gepubliceerd in 1913 door Scott T. & A..